# Satisfacción

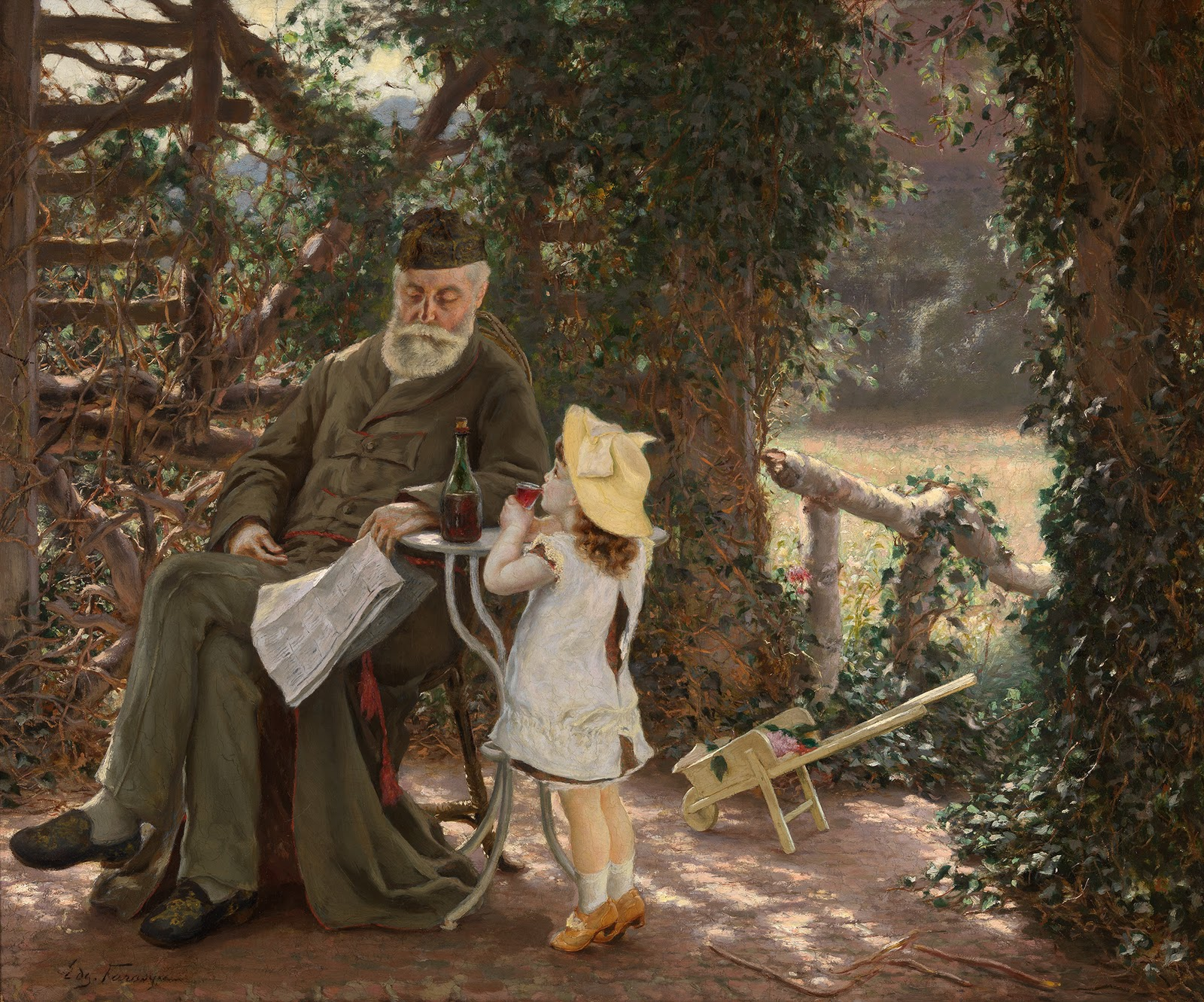
Satisfacción humana, cuadro de Edgard Farasyn

La satisfacción es un estado de bienestar producido por una mayor o menor optimización de la retroalimentación cerebral, en donde las diferentes regiones compensan su potencial energético, dando la sensación de plenitud e inapetencia extrema.
Cuando la satisfacción acompaña a la seguridad racional de haberse hecho lo que estaba dentro del alcance de nuestro poder, con cierto grado de éxito, esta dinámica contribuye a sostener un estado armonioso dentro de lo que es el funcionamiento mental.
La mayor o menor sensación de satisfacción, dependerá de la optimización del consumo energético que haga el cerebro. Cuanto mayor sea la capacidad de neurotransmitir, mayor facilidad de lograr la sensación de satisfacción.
No se debe confundir la satisfacción con la felicidad, aunque sí es necesario sentir satisfacción para poder entender qué es la felicidad plena. La insatisfacción produce inquietud o sufrimiento. No obstante, dado que la naturaleza del cerebro y la prioridad de la mente es la de establecer caminos sinápticos que consuman lo menos posible, el ser humano siempre tenderá a ir buscando nuevas y mejores maneras de estar satisfecho, por lo que es parte de su naturaleza mantenerse constantemente inquieto y en constante expectativa de peligro por perder la poca o mucha satisfacción que esté experimentando en su presente, comprometiendo de esta manera el grado de felicidad final que se obtiene.
La falta de estímulo por lo cual moverse, actuar y pensar, procedentes de la satisfacción plena, solo aumenta el grado de inquietud por conservar ese estado de consumo mínimo el mayor tiempo posible. Cuando la parte racional ha registrado por varias veces el ciclo satisfacción - estado de plenitud y marca el objetivo de conseguir ese estado de forma indefinida con el mínimo esfuerzo posible, es cuando se necesitará de la consecución del estímulo adecuado para activar la motivación que nos permitirá emplear la energía para movernos.
En ocasiones la parte racional puede entrar en conflicto: Si empleo energía pierdo el estado preferente; pero puedo obtener aún más opciones para sostener dicho estado, si actúo. Cuando ese ciclo se ha realizado por muchas veces, se puede entrar en un estado de apatía, pues la parte racional puede llegar a la conclusión de que el esfuerzo invertido no merece la pena, sobre todo si hemos fracasado muchas veces o cuando nos hemos acostumbrado a que alguien se moleste por nosotros y en un momento dado ya no lo tenemos a mano, o no lo logramos convencer.
No obstante, la mente que se retroalimenta con el beneficio ajeno establece una excepción a esta regla; a eso lo solemos llamar amor, y por conclusión, se establece que el amor es necesario para entender y sostener la felicidad plena.